# Bachi da seta (film)
Bachi da seta è un film italiano del 1988 diretto da Gilberto Visintin, con William Berger.

## Trama
In una famiglia ebrea di Perugia, uno zio fa da tutore alle nipoti rimaste orfane. La più grande si innamora di un prete che ha lasciato il sacerdozio, ma lo zio la costringe a sposare un giovane di una famiglia benestante. La seconda si innamora follemente di un ragazzo siriano: per lui scappa di casa, ma se ne pente quando l'arabo viene a sapere che la ragazza è ebrea, scacciandola indignato.